# Inner Workings
Inner Workings é um filme de aventura em curta-metragem de 2016 estadunidense produzido pela Walt Disney Animation Studios. Foi dirigido pelo brasileiro Leonardo Matsuda, foi estreado ao lado do longa-metragem Moana.

## Elenco
- Raymond S. Persi - Estômago/Monge[2]

## Produção
Em abril de 2016, a Walt Disney Animation Studios anunciou o desenvolvimento de um outro curta-metragem intitulado Inner Workings, sobre a luta interna entre a pragmática (o lado lógico do homem) e seu espírito livre (a aventura). O brasileiro Leonardo Matsuda, que já trabalhou como diretor artístico de Big Hero 6 e Wreck-It Ralph, dirigiu o filme, sob produção de Sean Lurie. Segundo Matsuda, o curta foi baseado em um dos artigos lidos na Encyclopædia Britannica.

### Música
A música de Inner Workings foi composta por Ludwig Göransson. A canção-tema, "California Loco", executada por Este Haim, foi lançada pela Amazon.com em 16 de dezembro de 2016.

## Lançamento
Inner Workings foi lançado nos Estados Unidos em 23 de novembro de 2016, ao lado da produção da Walt Disney Pictures, Moana. No Brasil, será repercutido da mesma forma em 5 de janeiro de 2017.